# Хор-Тагна
Хор-Тагна — село в Заларинском районе Иркутской области России,  Административный центр Хор-Тагнинского муниципального образования. Находится близь границы республики Бурятии и Иркутской области, примерно в 75 км к юго-западу от районного центра п. Залари, в предгорье Восточного-Саяна на одноимённой реке Хор-Тагна (далее по течению название реки меняется на "Тагна "). Название села "Хор-Тагна" имеет бурято-монгольские корни,  в переводе с монгольского  Хор — быстро расходуемый, быстро убавляющийся, Тагна — следить, шпионить, а в контексте населенного пункта может означать : «наблюдательный пункт на быстрой  реке / перекате »
В 2019 году село стало членом ассоциации «Самые красивые деревни и городки России».

## История
Официальной датой основание считается 1892 год, но и задолго до этого времени на этом месте располагались немногочисленные стойбища бурятов, отсюда и бурятское название села, и многих топонимов в окрестностях. В настоящее время в селе буряты не проживают.
Первыми основателями и жителями села были переселенцы западные губерний Российской империи, позже в Хор-Тагну прибывали переселенцы по Столыпинской реформе, они и стали основой села.

### Гражданская война
Несмотря на свою удаленность, в таёжной глуши, во времена гражданской войны в 1918—1925 году в окрестностях села Хор-Тагны, действовало антибольшевистское формирование под предводительством белого атамана Константина Степановича Замащикова которому долгое время удавалось скрываться в лесах близ Хор-Тагны. Закончилось все в декабре 1925 года в результате спец операции ОГПУ, после непродолжительного боя в лесу где скрывались остатки формирования, практически все члены формирования были ликвидированы а сам Замащиков не желая сдаваться застрелился. В этом бою так же понесли потери и красногвардейцы — их захоронили в братской могиле на высоком берегу реки в селе Хор-Тагна .

### Советский период
В ранний Советский период в Хор-Тагне был создан колхоз, леспромхоз, позже ОРС — именно в этих предприятий было занято население. Село являлось и является муниципальным центром — в нём была расположена школа и интернат.

### 1990—2000
На рубеже 21 века, практически все существующие предприятия в Хор-Тагне начали распадаться, как и везде в России. Экономическая ситуация на тот период была критическая. Ситуацию спасло образование в селе детского дома на базе жилого фонда бывшего интерната, тем самым обеспечив рабочими местами население.

## Экономика
В селе функционирует средняя школа, детский дом, детский сад, дом культуры, почтовый пункт, несколько магазинов.

## Население
| 2002 | 2010 | 2011 | 2012 |
| ---- | ---- | ---- | ---- |
| 741  | ↘660 | ↘659 | ↗698 |

Гендерный состав
По данным Всероссийской переписи, в 2010 году в селе проживало 660 человек (334 мужчины и 326 женщин).